# Нахічевань-на-Дону
Нахічева́нь-на-Дону́ (Нахічеван, вірм. Նոր Նախիջևան) — колишнє місто на правому березі річки Дон, нині у складі Пролетарського району міста Ростов-на-Дону. Періодично з'являються пропозиції щодо перейменування району на Нахічеванський.

## Історія
Місто Нахічевань і села Чалтир, Крим, Султан-Сали, Великі Сали і Несвітай були засновані вірменами, переселеними з Криму за указом Катерини II від 9 березня 1779 року.
З огляду на адміністративно-господарське й культурне значення міста Ростов, об'єднаний пленум Донського окрвиконкома й Ростовсько-Нахічеванської міськради на підставі постанови Північно-Кавказького крайвиконкома від 24 жовтня 1928 року вирішив об'єднати з 1 листопада 1928 року міста Ростов й Нахічевань-на-Дону, виділивши їх у самостійну адміністративно-господарську одиницю з безпосереднім підпорядкуванням крайвиконкому. Місто стало Пролетарським районом міста Ростов-на-Дону. Села й донині складають національний вірменський район, що має назву М'ясниківського.

## Відомі уродженці
- Лукашин Сергій Лук'янович (1883—1937) — радянський державний діяч, перший секретар ЦК КП та голова Ради народних комісарів Вірменської РСР у 1921—1925 роках.
- Мержанов Мирон Іванович (1895—1975) — радянський архітектор.

## Фотогалерея

Види міста
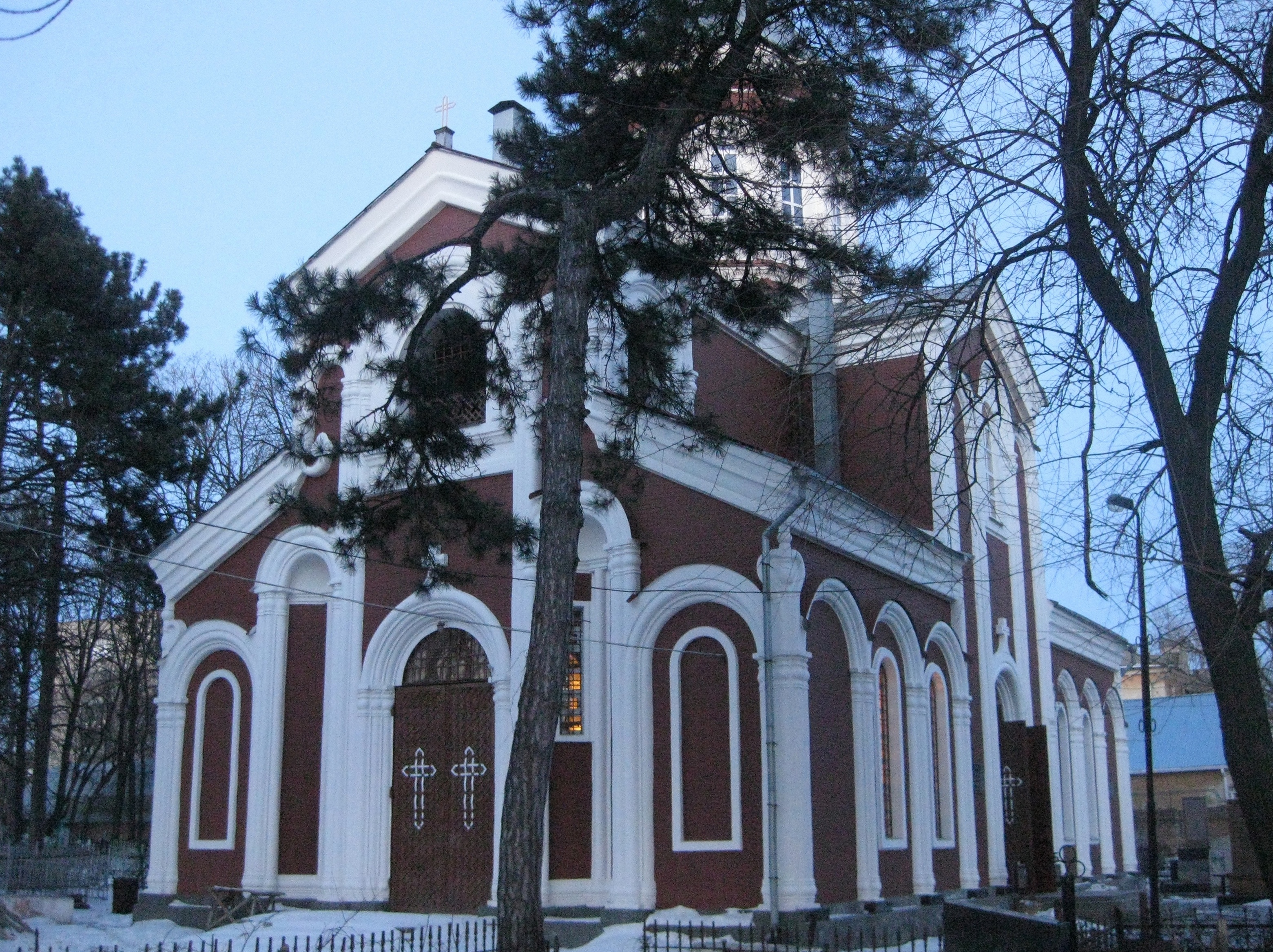
Церква святого Карапета
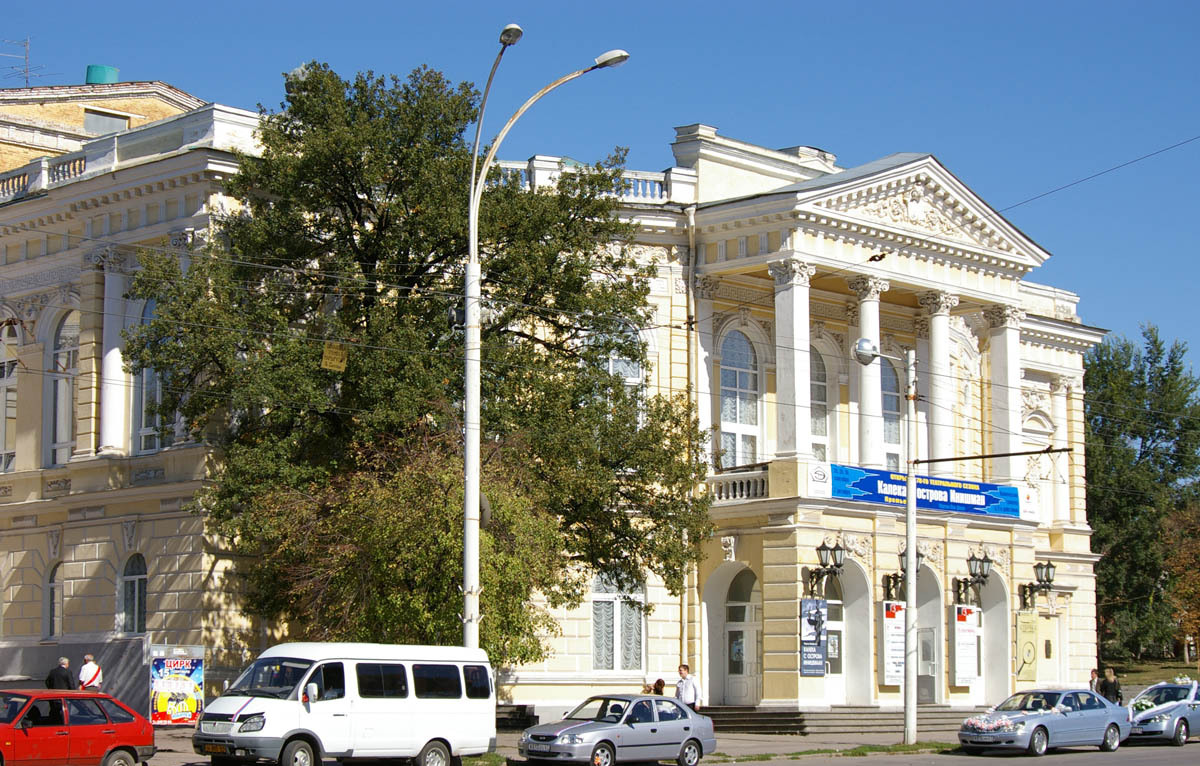
Театр юного глядача
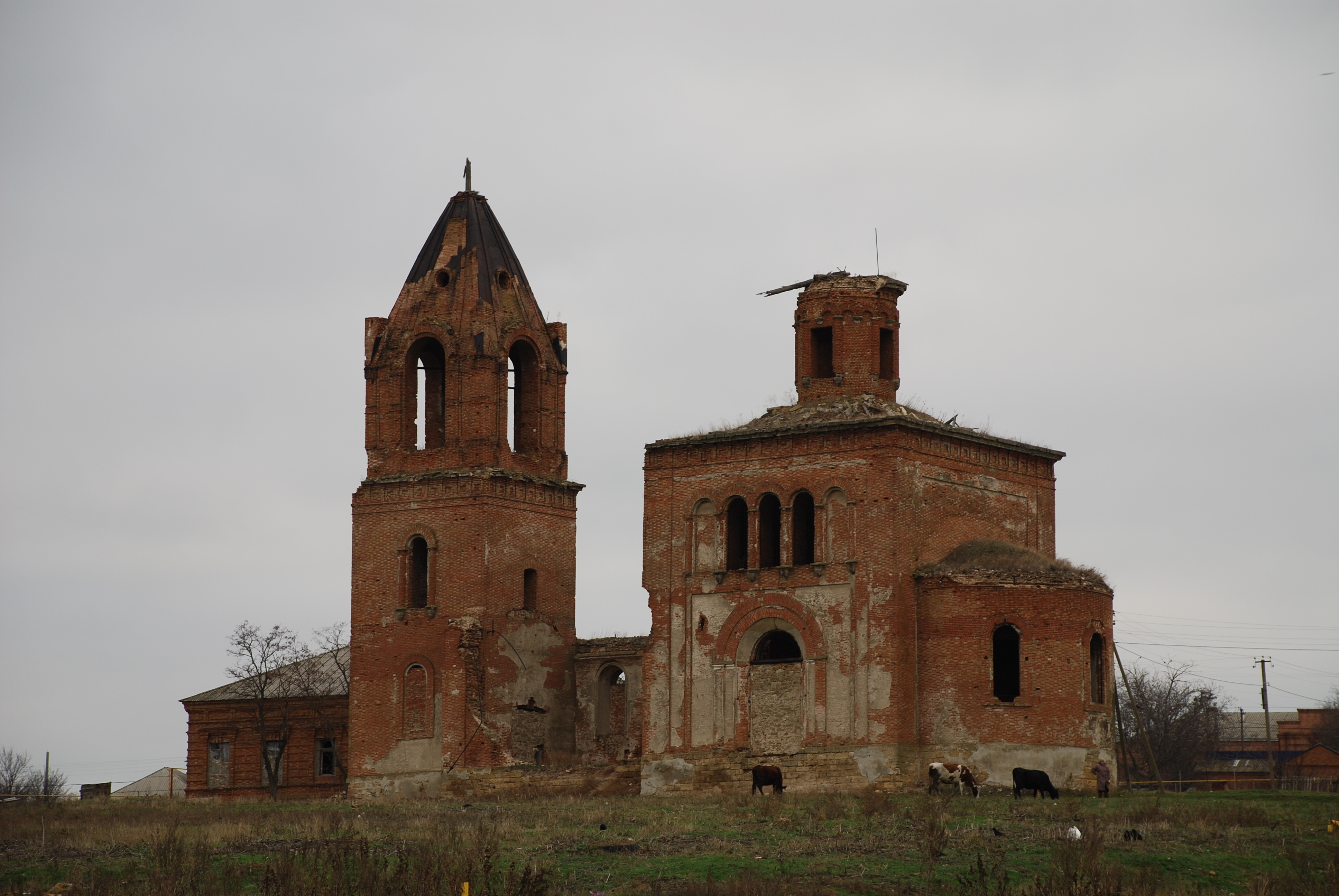
Руїни церкви Сурб-Геворг у Султан Сали